# Stuart Welch
Pour les articles homonymes, voir Welch.
Stuart Welch, né le 15 novembre 1977 à Sydney, est un rameur d'aviron australien.

## Palmarès

### Jeux olympiques
- Sydney 2000
  -  Médaille d'argent en huit.
- Athènes 2004
  -  Médaille de bronze en huit[1].